# Turatia serratina
Turatia serratina is een vlinder uit de familie van de dominomotten (Autostichidae). De wetenschappelijke naam van de soort is, als Ilionarsis serratina, voor het eerst geldig gepubliceerd in 1967 door Gozmany.